# Olympische Jugend-Sommerspiele 2014/Teilnehmer (Deutschland)
| Gelbes Symbol für Goldmedaillen mit stilisierten Olympischen Ringen | Graues Symbol für Silbermedaillen mit stilisierten Olympischen Ringen | Braundes Symbol für Bronzemedaillen mit stilisierten Olympischen Ringen |
| ------------------------------------------------------------------- | --------------------------------------------------------------------- | ----------------------------------------------------------------------- |
| 2                                                                   | 8                                                                     | 15                                                                      |

Die Deutsche Jugend-Olympiamannschaft bestand aus 85 Athleten und Athletinnen (39 Jungen/46 Mädchen) für die II. Olympischen Jugend-Sommerspiele vom 16. bis 28. August in Nanjing (Volksrepublik China).
Deutschland erzielte 2 Gold-, 8 Silber- und 15 Bronzemedaillen.

## Medaillen

### Medaillenspiegel
Die Angabe der Anzahl der Wettbewerbe bezieht sich auf die mit deutscher Beteiligung.
| Rang   | Sportart           | Goldmedaille – Olympiasieger | Silbermedaille – 2. Platz | Bronzemedaille – 3. Platz | Gesamt | Wettbewerbe |
| ------ | ------------------ | ---------------------------- | ------------------------- | ------------------------- | ------ | ----------- |
| 1      | Rudern             | 1                            | —                         | —                         | 1      | 2           |
| 1      | Boxen              | 1                            | —                         | —                         | 1      | 1           |
| 3      | Leichtathletik     | —                            | 4                         | 4                         | 8      | 13          |
| 4      | Schwimmen          | —                            | 3                         | 3                         | 6      | 15          |
| 5      | Taekwondo          | —                            | 1                         | 1                         | 2      | 4           |
| 6      | Judo               | —                            | —                         | 2                         | 2      | 2           |
| 7      | Beachvolleyball    | —                            | —                         | 1                         | 1      | 2           |
| 7      | Kanu               | —                            | —                         | 1                         | 1      | 6           |
| 7      | Moderner Fünfkampf | —                            | —                         | 1                         | 1      | 1           |
| 7      | Schießen           | —                            | —                         | 1                         | 1      | 1           |
| Gesamt | Gesamt             | 2                            | 8                         | 15                        | 25     |             |

### Medaillengewinner

#### Gold
| Name             | Sportart       | Wettkampf                       |
| ---------------- | -------------- | ------------------------------- |
| Peter Kadiru     | Boxen          | Superschwergewicht (über 91 kg) |
| Tim Naske        | Rudern         | Boys’ Single Sculls             |
| Merten Howe 1    | Leichtathletik | 8 × 100 m Mixed-Staffel         |
| Kristin Ranwig 1 | Triathlon      | Mixed-Staffel                   |

#### Silber
| Name                                                            | Sportart       | Wettkampf              |
| --------------------------------------------------------------- | -------------- | ---------------------- |
| Henrik Hannemann                                                | Leichtathletik | 110 m Hürden           |
| Clemens Prüfer                                                  | Leichtathletik | Diskuswurf             |
| Alina Reh                                                       | Leichtathletik | 3000 m                 |
| Fabienne Schönig                                                | Leichtathletik | Speerwurf              |
| Maximilian Pilger                                               | Schwimmen      | 100 m Brust            |
| Julia Willers                                                   | Schwimmen      | 50 m Brust             |
| Alexander Kunert Maximilian Pilger Marek Ulrich Damian Wierling | Schwimmen      | 4 × 100 m Lagenstaffel |
| Hamza Adnan Karim                                               | Taekwondo      | Klasse bis 73 kg       |
| Cynthia Freywald 1                                              | Bogenschießen  | Mixed Mannschaft       |

#### Bronze
| Name                                                            | Sportart           | Wettkampf                 |
| --------------------------------------------------------------- | ------------------ | ------------------------- |
| Lisa Arnholdt Sarah Schneider                                   | Beachvolleyball    | Mannschaft                |
| Jennifer Schwille                                               | Judo               | Klasse bis 63 kg          |
| Domenik Schönefeldt                                             | Judo               | Klasse bis 100 kg         |
| Birgit Ohmayer                                                  | Kanu               | Kanuslalom C1             |
| Mareen Kalis                                                    | Leichtathletik     | 800 m Mädchen             |
| Lara Kempka                                                     | Leichtathletik     | Diskuswurf                |
| Merten Howe                                                     | Leichtathletik     | Kugelstoßen               |
| Anika Nehls                                                     | Leichtathletik     | Kugelstoßen               |
| Anna Matthes                                                    | Moderner Fünfkampf | Einzel                    |
| Julia Budde                                                     | Schießen           | 10 m Luftgewehr           |
| Kathrin Demler                                                  | Schwimmen          | 400 m Freistil            |
| Damian Wierling                                                 | Schwimmen          | 200 m Freistil            |
| Alexander Kunert Maximilian Pilger Marek Ulrich Damian Wierling | Schwimmen          | 4 × 100 m Freistilstaffel |
| Daniel Chiovetta                                                | Taekwondo          | Klasse bis 48 kg          |

## Teilnehmer nach Sportarten

### Badminton
| Athleten                          | Wettbewerb | Gruppenphase                                                  | Gruppenphase                                                    | Gruppenphase  | Gruppenphase | Viertelfinale | Viertelfinale     | Halbfinale    | Halbfinale    | Finale        | Finale        | Rang |
| Athleten                          | Wettbewerb | Gegner                                                        | Ergebnis                                                        | Punkte        | Rang         | Gegner        | Ergebnis          | Gegner        | Ergebnis      | Gegner        | Ergebnis      | Rang |
| --------------------------------- | ---------- | ------------------------------------------------------------- | --------------------------------------------------------------- | ------------- | ------------ | ------------- | ----------------- | ------------- | ------------- | ------------- | ------------- | ---- |
| Jungen                            |            |                                                               |                                                                 |               |              |               |                   |               |               |               |               |      |
| Max Weißkirchen                   | Einzel     | Andraž Krapež Tanguy Citron Alex Vlaar                        | 2:0 (21:12, 21:13) 2:1 (12:21, 21:16, 21:19) 2:0 (21:17, 21:12) | 6:1 (138:110) | 1            | Shi Yuqi      | 0:2 (8:21, 15:21) | ausgeschieden | ausgeschieden | ausgeschieden | ausgeschieden | 5    |
| Mädchen                           |            |                                                               |                                                                 |               |              |               |                   |               |               |               |               |      |
| Luise Heim                        | Einzel     | Ng Tsz Yau Kristin Kuuba Marija Mizowa                        | 0:2 (18:21, 13:21) 2:0 (21:11, 21:12) 2:0 (21:17, 21:13)        | 4:2 (115:95)  | 2            | ausgeschieden | ausgeschieden     | ausgeschieden | ausgeschieden | ausgeschieden | ausgeschieden | 9    |
| Mixed                             |            |                                                               |                                                                 |               |              |               |                   |               |               |               |               |      |
| Max Weißkirchen / Rugshaar Ishaak | Doppel     | Ginting / Beton Schischkow / Heim Kurt / Pavlinić             | 0:2 (16:21, 8:21) 2:0 (21:18, 21:18) 0:2 (15:21, 20:22)         | 2:4 (101:121) | 4            | ausgeschieden | ausgeschieden     | ausgeschieden | ausgeschieden | ausgeschieden | ausgeschieden | 17   |
| Luise Heim / Wladimir Schischkow  | Doppel     | Kurt / Pavlinić Weißkirchen / Rugshaar Ishaak Ginting / Beton | 0:2 (18:21, 7:21) 0:2 (18:21, 18:21) 0:2 (19:21, 9:21)          | 0:6 (89:126)  | 4            | ausgeschieden | ausgeschieden     | ausgeschieden | ausgeschieden | ausgeschieden | ausgeschieden | 25   |

### Basketball

#### Einzel
| Athleten          | Wettbewerb        | Qualifikation | Qualifikation | Qualifikation | Finale        | Finale        | Rang |
| Athleten          | Wettbewerb        | Punkte        | Zeit          | Rang          | Punkte        | Rang          | Rang |
| ----------------- | ----------------- | ------------- | ------------- | ------------- | ------------- | ------------- | ---- |
| Jungen            |                   |               |               |               |               |               |      |
| Anton Zraychenko  | Dunking Contest   | 28            | –             | 12            | ausgeschieden | ausgeschieden | 12   |
| Mädchen           |                   |               |               |               |               |               |      |
| Patricia Broßmann | Shoot-out Contest | 5             | 20,7 s        | 8             | ausgeschieden | ausgeschieden | 8    |
| Annika Küper      | Shoot-out Contest | 3             | 27,7 s        | 43            | ausgeschieden | ausgeschieden | 43   |
| Luana Rodefeld    | Shoot-out Contest | 5             | 26,2 s        | 12            | ausgeschieden | ausgeschieden | 12   |

#### Mannschaft
| Wettbewerb    | Jungen | Mädchen |
| ------------- | --- | --- |
| Athleten      | Alexander Herrmann Jannes Hundt Jonas Niedermanner Anton Zraychenko                                                                                 | Patricia Broßmann Aliyah Konate Annika Küper Luana Rodefeld                                                                                        |
| Gruppenphase  | China (18:15) Ungarn (18:13) Slowakei (9:21) Uruguay (14:15) Litauen (15:21) Polen (12:15) Frankreich (20:11) Puerto Rico (12:19) Indonesien (10:9) | Venezuela (12:10) Syrien (9:17) Ungarn (7:15) Spanien (16:13) Slowenien (13:18) Brasilien (16:11) Niederlande (10:20) China (6:18) Estland (17:14) |
| Achtelfinale  | ausgeschieden | Thailand (9:5) |
| Viertelfinale | ausgeschieden | Ungarn (13:20) |
| Halbfinale    | ausgeschieden | ausgeschieden |
| Finale        | ausgeschieden | ausgeschieden |
| Platzierung   | 18 | |

### Beachvolleyball
| Athleten                        | Gruppenphase        | Gruppenphase              | Gruppenphase | 1. Runde | 1. Runde | Achtelfinale     | Achtelfinale              | Viertelfinale        | Viertelfinale             | Halbfinale          | Halbfinale         | Finale / Platz 3             | Finale / Platz 3   | Rang   |
| Athleten                        | Gegner              | Ergebnis                  | Rang         | Gegner   | Ergebnis | Gegner           | Ergebnis                  | Gegner               | Ergebnis                  | Gegner              | Ergebnis           | Gegner                       | Ergebnis           | Rang   |
| ------------------------------- | ------------------- | ------------------------- | ------------ | -------- | -------- | ---------------- | ------------------------- | -------------------- | ------------------------- | ------------------- | ------------------ | ---------------------------- | ------------------ | ------ |
| Frauen                          |                     |                           |              |          |          |                  |                           |                      |                           |                     |                    |                              |                    |        |
| Lisa Arnholdt / Sarah Schneider | Ward / Davidson     | 2:0 (21:15, 21:7)         | 1            | Freilos  | Freilos  | Gerson / Rohrer  | 2:1 (20:22, 21:16, 15:12) | Adamčíková / Valková | 2:1 (19:21, 21:13, 15:9)  | McNamara / McNamara | 0:2 (18:21, 18:21) | Platz 3 Makrogusowa / Rudych | 2:0 (21:14, 27:25) | Bronze |
| Lisa Arnholdt / Sarah Schneider | Maida / Vargas      | 2:0 (21:8, 21:10)         | 1            | Freilos  | Freilos  | Gerson / Rohrer  | 2:1 (20:22, 21:16, 15:12) | Adamčíková / Valková | 2:1 (19:21, 21:13, 15:9)  | McNamara / McNamara | 0:2 (18:21, 18:21) | Platz 3 Makrogusowa / Rudych | 2:0 (21:14, 27:25) | Bronze |
| Lisa Arnholdt / Sarah Schneider | Ragillia / Andriani | 2:0 (21:17, 21:13)        | 1            | Freilos  | Freilos  | Gerson / Rohrer  | 2:1 (20:22, 21:16, 15:12) | Adamčíková / Valková | 2:1 (19:21, 21:13, 15:9)  | McNamara / McNamara | 0:2 (18:21, 18:21) | Platz 3 Makrogusowa / Rudych | 2:0 (21:14, 27:25) | Bronze |
| Lisa Arnholdt / Sarah Schneider | Petroine / Reine    | 2:0 (21:11, 21:10)        | 1            | Freilos  | Freilos  | Gerson / Rohrer  | 2:1 (20:22, 21:16, 15:12) | Adamčíková / Valková | 2:1 (19:21, 21:13, 15:9)  | McNamara / McNamara | 0:2 (18:21, 18:21) | Platz 3 Makrogusowa / Rudych | 2:0 (21:14, 27:25) | Bronze |
| Lisa Arnholdt / Sarah Schneider | Wang / Yuan         | 2:0 (21:12, 21:8)         | 1            | Freilos  | Freilos  | Gerson / Rohrer  | 2:1 (20:22, 21:16, 15:12) | Adamčíková / Valková | 2:1 (19:21, 21:13, 15:9)  | McNamara / McNamara | 0:2 (18:21, 18:21) | Platz 3 Makrogusowa / Rudych | 2:0 (21:14, 27:25) | Bronze |
| Männer                          |                     |                           |              |          |          |                  |                           |                      |                           |                     |                    |                              |                    |        |
| Niklas Rudolf / Eric Stadie     | Navickas / Vaskelis | 2:0 (21:17, 21:18)        | 1            | Freilos  | Freilos  | Pristauz / Kratz | 2:0 (21:18, 21:15)        | Aveiro / Aulisi      | 1:2 (22:20, 18:21, 17:19) | ausgeschieden       | ausgeschieden      | ausgeschieden                | ausgeschieden      | 5      |
| Niklas Rudolf / Eric Stadie     | George / Arthur     | 2:1 (24:26, 22:20, 15:12) | 1            | Freilos  | Freilos  | Pristauz / Kratz | 2:0 (21:18, 21:15)        | Aveiro / Aulisi      | 1:2 (22:20, 18:21, 17:19) | ausgeschieden       | ausgeschieden      | ausgeschieden                | ausgeschieden      | 5      |
| Niklas Rudolf / Eric Stadie     | Hutchinson / Bryan  | 2:0 (21:12, 21:15)        | 1            | Freilos  | Freilos  | Pristauz / Kratz | 2:0 (21:18, 21:15)        | Aveiro / Aulisi      | 1:2 (22:20, 18:21, 17:19) | ausgeschieden       | ausgeschieden      | ausgeschieden                | ausgeschieden      | 5      |
| Niklas Rudolf / Eric Stadie     | Moussa / Veldich    | 2:0 (21:9, 21:11)         | 1            | Freilos  | Freilos  | Pristauz / Kratz | 2:0 (21:18, 21:15)        | Aveiro / Aulisi      | 1:2 (22:20, 18:21, 17:19) | ausgeschieden       | ausgeschieden      | ausgeschieden                | ausgeschieden      | 5      |
| Niklas Rudolf / Eric Stadie     | Moore / Robinson    | 2:0 (21:13, 21:11)        | 1            | Freilos  | Freilos  | Pristauz / Kratz | 2:0 (21:18, 21:15)        | Aveiro / Aulisi      | 1:2 (22:20, 18:21, 17:19) | ausgeschieden       | ausgeschieden      | ausgeschieden                | ausgeschieden      | 5      |

### Bogenschießen
| Athleten                             | Wettbewerb | Qualifikation | Qualifikation | Sechzehntelfinale           | Sechzehntelfinale | Achtelfinale                         | Achtelfinale  | Viertelfinale               | Viertelfinale | Halbfinale                   | Halbfinale    | Finale                          | Finale        | Rang   |
| Athleten                             | Wettbewerb | Ringe         | Rang          | Gegner                      | Ergebnis          | Gegner                               | Ergebnis      | Gegner                      | Ergebnis      | Gegner                       | Ergebnis      | Gegner                          | Ergebnis      | Rang   |
| ------------------------------------ | ---------- | ------------- | ------------- | --------------------------- | ----------------- | ------------------------------------ | ------------- | --------------------------- | ------------- | ---------------------------- | ------------- | ------------------------------- | ------------- | ------ |
| Jungen                               |            |               |               |                             |                   |                                      |               |                             |               |                              |               |                                 |               |        |
| Andreas Mayr                         | Einzel     | 678           | 7             | Nicholas Turner             | 7:1               | Hiroki Mutō                          | 1:7           | ausgeschieden               | ausgeschieden | ausgeschieden                | ausgeschieden | ausgeschieden                   | ausgeschieden | 9      |
| Mädchen                              |            |               |               |                             |                   |                                      |               |                             |               |                              |               |                                 |               |        |
| Cynthia Freywald                     | Einzel     | 630           | 16            | Verona Villegas             | 2:6               | ausgeschieden                        | ausgeschieden | ausgeschieden               | ausgeschieden | ausgeschieden                | ausgeschieden | ausgeschieden                   | ausgeschieden | 17     |
| Mixed                                |            |               |               |                             |                   |                                      |               |                             |               |                              |               |                                 |               |        |
| Cynthia Freywald / Muhamad Zolkepeli | Mannschaft | 1284          | 15            | Rosangel Sainz / Luis Tapia | 5:3               | Lucy Tatafu / Andreas Mayr           | 5:4           | Miasa Kioke / Bradley Denny | 5:4           | Regina Romero / Rick Martens | 6:2           | Li Jiaman / Luis Gabriel Moreno | 0:6           | Silber |
| Andreas Mayr / Lucy Tatafu           | Mannschaft | 1291          | 2             | Hana Elshimy / Atul Verma   | 6:0               | Cynthia Freywald / Muhamad Zolkepeli | 4:5           | ausgeschieden               | ausgeschieden | ausgeschieden                | ausgeschieden | ausgeschieden                   | ausgeschieden | 9      |

### Boxen
| Athleten     | Wettbewerb                    | Vorentscheidung | Vorentscheidung | Halbfinale          | Halbfinale     | Finale       | Finale   | Rang |
| Athleten     | Wettbewerb                    | Gegner          | Ergebnis        | Gegner              | Ergebnis       | Gegner       | Ergebnis | Rang |
| ------------ | ----------------------------- | --------------- | --------------- | ------------------- | -------------- | ------------ | -------- | ---- |
| Jungen       |                               |                 |                 |                     |                |              |          |      |
| Peter Kadiru | Superschwergewicht über 91 kg | Freilos         | Freilos         | Mahammadali Tahirov | Sieg durch TKO | Darmani Rock | 3:0      | Gold |

### Fechten
| Athleten                                                                                  | Wettbewerb | Vorrunde | Achtelfinale | Achtelfinale | Viertelfinale       | Viertelfinale | Platzierungskampf | Platzierungskampf | Platzierungskampf | Platzierungskampf | Rang |
| Athleten                                                                                  | Wettbewerb | Ergebnis | Gegner       | Ergebnis     | Gegner              | Ergebnis      | Gegner            | Ergebnis          | Gegner            | Ergebnis          | Rang |
| ----------------------------------------------------------------------------------------- | ---------- | -------- | ------------ | ------------ | ------------------- | ------------- | ----------------- | ----------------- | ----------------- | ----------------- | ---- |
| Jungen                                                                                    |            |          |              |              |                     |               |                   |                   |                   |                   |      |
| Samuel Unterhauser                                                                        | Degen      | 27:13    | –            | –            | Patrik Esztergályos | 10:15         | ausgeschieden     | ausgeschieden     | ausgeschieden     | ausgeschieden     | 5    |
| Fabian Braun                                                                              | Florett    | –        | Petar Files  | 10:15        | ausgeschieden       | ausgeschieden | ausgeschieden     | ausgeschieden     | ausgeschieden     | ausgeschieden     | 9    |
| Mixed                                                                                     |            |          |              |              |                     |               |                   |                   |                   |                   |      |
| Samuel Unterhauser Claudia Borella Inna Brovko Tudor Cucu Petar Files Theodora Gkountoura | Mannschaft | –        | –            | –            | Asien-Ozeanien 1    | 22:30         | Amerika 1         | 30:27             | Amerika 2         | 28:30             | 6    |

### Gewichtheben
| Athleten     | Wettbewerb       | Reißen  | Reißen | Stoßen  | Stoßen | Gesamt  | Rang |
| Athleten     | Wettbewerb       | Gewicht | Rang   | Gewicht | Rang   | Gewicht | Rang |
| ------------ | ---------------- | ------- | ------ | ------- | ------ | ------- | ---- |
| Jungen       |                  |         |        |         |        |         |      |
| Marcus Sadey | Klasse bis 69 kg | 105 kg  | 10     | 137 kg  | 8      | 242 kg  | 8    |

### Golf
| Athleten      | Runde 1 | Runde 2 | Runde 3 | Gesamt | Par | Rang |
| ------------- | ------- | ------- | ------- | ------ | --- | ---- |
| Jungen        |         |         |         |        |     |      |
| Jonas Liebich | 69      | 77      | 66      | 242    | −4  | 5    |
| Mädchen       |         |         |         |        |     |      |
| Olivia Cowan  | 76      | 69      | 69      | 214    | −2  | 4    |

### Hockey
| Wettbewerb         | Jungen | Mädchen |
| ------------------ | --- | --- |
| Athleten           | Jonas Grill Luca Großmann Anton Körber Lucas Lampe Jan Mertens Jannick Rowedder Felix Schneider Philip Strzys Simon Wenzel | Kyra Angerer Alena Baumgarten Lara Bittel Henrike Duthweiler Luisa Hohenhövel Anna Jeltsch Jana Pacyna Thea Scheidl Rieke Schulte |
| Gruppenphase       | Sambia (1:8) Pakistan (2:6) Neuseeland (3:6) Mexiko (4:2)                                                                  | Uruguay (2:6) Neuseeland (1:4) Sambia (5:2) China (0:11)                                                                          |
| Viertelfinale      | ausgeschieden | Niederlande (1:8) |
| Halbfinale         | ausgeschieden | ausgeschieden |
| Finale             | ausgeschieden | ausgeschieden |
| Spiel um Platz 5–8 | ausgeschieden | Uruguay (0:2) |
| Spiel um Platz 7   | ausgeschieden | Südafrika (6:1) |
| Spiel um Platz 9   | Bangladesch (5:4) | – |
| Platzierung        | 9 | 7 |

### Judo
| Athleten            | Wettbewerb        | Achtelfinale     | Achtelfinale | Viertelfinale    | Viertelfinale | Halbfinale      | Halbfinale    | Hoffnungsrunde 1  | Hoffnungsrunde 1 | Hoffnungsrunde 2 | Hoffnungsrunde 2 | Finale / Platz 3 | Finale / Platz 3 | Rang   |
| Athleten            | Wettbewerb        | Gegner           | Ergebnis     | Gegner           | Ergebnis      | Gegner          | Ergebnis      | Gegner            | Ergebnis         | Gegner           | Ergebnis         | Gegner           | Ergebnis         | Rang   |
| ------------------- | ----------------- | ---------------- | ------------ | ---------------- | ------------- | --------------- | ------------- | ----------------- | ---------------- | ---------------- | ---------------- | ---------------- | ---------------- | ------ |
| Jungen              |                   |                  |              |                  |               |                 |               |                   |                  |                  |                  |                  |                  |        |
| Doménik Schönefeldt | Klasse bis 100 kg | –                | –            | –                | –             | Ramin Safaviyeh | 0001:000      | –                 | –                | –                | –                | Gustavo Basile   | 101-0001         | Bronze |
| Mädchen             |                   |                  |              |                  |               |                 |               |                   |                  |                  |                  |                  |                  |        |
| Jennifer Schwille   | Klasse bis 63 kg  | Adéla Szarzecová | 1011:0002    | Jessica Klimkait | 0000:0013     | ausgeschieden   | ausgeschieden | Lubjana Piovesana | 100:0002         | Ivana Sunjević   | 0112:000         | Lisa Mullenberg  | 100:000          | Bronze |

### Kanu

#### Kanurennsport
| Athleten       | Wettbewerb | Vorlauf      | Vorlauf | Hoffnungslauf | Hoffnungslauf | Achtelfinale  | Achtelfinale  | Viertelfinale | Viertelfinale | Halbfinale    | Halbfinale    | Finale        | Finale        | Rang |
| Athleten       | Wettbewerb | Zeit         | Rang    | Zeit          | Rang          | Zeit          | Rang          | Gegner        | Zeit          | Zeit          | Rang          | Zeit          | Rang          | Rang |
| -------------- | ---------- | ------------ | ------- | ------------- | ------------- | ------------- | ------------- | ------------- | ------------- | ------------- | ------------- | ------------- | ------------- | ---- |
| Jungen         |            |              |         |               |               |               |               |               |               |               |               |               |               |      |
| Tim Weiß       | K-1        | 1:36,798 min | 5       | –             | –             | 1:37,152 min  | 6             | Milán Mozgi   | 1:36,758 min  | ausgeschieden | ausgeschieden | ausgeschieden | ausgeschieden | 5    |
| Mädchen        |            |              |         |               |               |               |               |               |               |               |               |               |               |      |
| Selina Jones   | K-1        | 2:27,114 min | 16      | DNF           | DNF           | ausgeschieden | ausgeschieden | ausgeschieden | ausgeschieden | ausgeschieden | ausgeschieden | ausgeschieden | ausgeschieden | 19   |
| Birgit Ohmayer | C-1        | 4:07,384 min | 11      | 3:31,792 min  | 7             | ausgeschieden | ausgeschieden | ausgeschieden | ausgeschieden | ausgeschieden | ausgeschieden | ausgeschieden | ausgeschieden | 11   |

#### Kanuslalom
| Athleten       | Wettbewerb | Vorlauf      | Vorlauf | Achtelfinale | Achtelfinale | Viertelfinale             | Viertelfinale | Halbfinale         | Halbfinale    | Finale                    | Finale        | Rang   |
| Athleten       | Wettbewerb | Zeit         | Rang    | Zeit         | Rang         | Gegner                    | Zeit          | Gegner             | Zeit          | Gegner                    | Zeit          | Rang   |
| -------------- | ---------- | ------------ | ------- | ------------ | ------------ | ------------------------- | ------------- | ------------------ | ------------- | ------------------------- | ------------- | ------ |
| Jungen         |            |              |         |              |              |                           |               |                    |               |                           |               |        |
| Tim Weiß       | K-1        | 1:35,071 min | 14      | 1:26,606 min | 11           | ausgeschieden             | ausgeschieden | ausgeschieden      | ausgeschieden | ausgeschieden             | ausgeschieden | 11     |
| Mädchen        |            |              |         |              |              |                           |               |                    |               |                           |               |        |
| Selina Jones   | K-1        | 1:18,333 min | 4       | 1:18,255 min | 4            | Laura Pellicer Chica      | 1:22,062 min  | Yan Jiahua         | 1:23,701 min  | Platz 3 Amálie Hilgertová | 1:22,062 min  | 4      |
| Birgit Ohmayer | C-1        | 1:30,014     | 3       | –            | –            | Anne-Sophie Lavoie-Parent | 1:35,125 min  | Nadine Weratschnig | 1:35,471 min  | Platz 3 Lucie Prioux      | 1:30,686 min  | Bronze |

### Leichtathletik
Laufen und Gehen 
| Athleten                | Wettbewerb   | Vorlauf     | Vorlauf | Finale      | Finale | Rang   |
| Athleten                | Wettbewerb   | Zeit        | Rang    | Zeit        | Rang   | Rang   |
| ----------------------- | ------------ | ----------- | ------- | ----------- | ------ | ------ |
| Jungen                  |              |             |         |             |        |        |
| Henrik Hannemann        | 110 m Hürden | 13,55 s     | 1       | 13,40 s     | 2      | Silber |
| Mädchen                 |              |             |         |             |        |        |
| Mareen Kalis            | 800 m        | 2:05,67 min | 1       | 2:06,03 min | 3      | Bronze |
| Konstanze Klosterhalfen | 1500 m       | 4:22,00 min | 1       | 4:21,02     | 4      | 4      |
| Alina Reh               | 3000 m       | 9:08,70 min | 6       | 9:05,07 min | 2      | Silber |
| Eileen Demes            | 400 m Hürden | 58,68 s     | 2       | 1:10,21 min | 8      | 8      |

 Springen und Werfen 
| Athleten           | Wettbewerb     | Qualifikation | Qualifikation | Finale     | Finale | Rang   |
| Athleten           | Wettbewerb     | Weite/Höhe    | Rang          | Weite/Höhe | Rang   | Rang   |
| ------------------ | -------------- | ------------- | ------------- | ---------- | ------ | ------ |
| Jungen             |                |               |               |            |        |        |
| Merten Howe        | Kugelstoßen    | 19,89 m       | 3             | 20,13 m    | 3      | Bronze |
| Clemens Prüfer     | Diskuswurf     | 59,88 m       | 12            | 63,52 m    | 11     | Silber |
| Mädchen            |                |               |               |            |        |        |
| Selina Schulenburg | Hochsprung     | 1,78 m        | 6             | 1,78 m     | 6      | 6      |
| Juliane Schulze    | Stabhochsprung | 3,70 m        | 7             | 3,70 m     | 6      | 6      |
| Sharin Oziegbe     | Weitsprung     | 5,75 m        | 9             | 5,40 m     | 13     | 13     |
| Anika Nehls        | Kugelstoßen    | 17,22 m       | 2             | 17,31 m    | 3      | Bronze |
| Lara Kempka        | Diskuswurf     | 47,00 m       | 5             | 50,70 m    | 3      | Bronze |
| Fabienne Schönig   | Speerwurf      | 52,83 m       | 2             | 53,68 m    | 2      | Silber |

### Moderner Fünfkampf
| Athleten                    | Wettbewerb | Schwimmen   | Schwimmen | Fechten | Fechten | Combined     | Combined | Punkte | Rang   |
| Athleten                    | Wettbewerb | Zeit        | Punkte    | Rang    | Punkte  | Zeit         | Punkte   | Punkte | Rang   |
| --------------------------- | ---------- | ----------- | --------- | ------- | ------- | ------------ | -------- | ------ | ------ |
| Mädchen                     |            |             |           |         |         |              |          |        |        |
| Anna Matthes                | Einzel     | 2:22,23 min | 274       | 4       | 290     | 13:54,21 min | 466      | 1030   | Bronze |
| Mixed                       |            |             |           |         |         |              |          |        |        |
| Anna Matthes / Daniel Lopes | Mannschaft | 2:01,86 min | 355       | 16      | 255     | 12:51,87 min | 529      | 1119   | 20     |

### Ringen
| Athleten       | Wettbewerb                                | Vorrunde    | Vorrunde | Vorrunde        | Vorrunde | Vorrunde       | Vorrunde | Finale / Platz 3           | Finale / Platz 3 | Rang |
| Athleten       | Wettbewerb                                | Gegner      | Ergebnis | Gegner          | Ergebnis | Gegner         | Ergebnis | Gegner                     | Ergebnis         | Rang |
| -------------- | ----------------------------------------- | ----------- | -------- | --------------- | -------- | -------------- | -------- | -------------------------- | ---------------- | ---- |
| Jungen         |                                           |             |          |                 |          |                |          |                            |                  |      |
| Karan Mosebach | Griechisch-römischer Stil Klasse bi 69 kg | Nilson Soto | 4:0      | Jordan Marshall | 4:0      | Mason Manville | 1:3      | Platz 3: Jewgeni Poliwadow | 1:3              | 4    |

### Rudern
| Athleten                     | Wettbewerb             | Vorlauf     | Vorlauf | Hoffnungslauf | Hoffnungslauf | Halbfinale | Halbfinale | Finale      | Finale | Rang |
| Athleten                     | Wettbewerb             | Zeit        | Rang    | Zeit          | Rang          | Zeit       | Rang       | Zeit        | Rang   | Rang |
| ---------------------------- | ---------------------- | ----------- | ------- | ------------- | ------------- | ---------- | ---------- | ----------- | ------ | ---- |
| Jungen                       |                        |             |         |               |               |            |            |             |        |      |
| Tim Ole Naske                | Einer                  | 3:26,06 min | 1       | –             | –             | 3:22,69    | 1          | 3:21,22 min | 1      | Gold |
| Mädchen                      |                        |             |         |               |               |            |            |             |        |      |
| Bea Bliemel Carlotta Schmitz | Zweier ohne Steuerfrau | 3:34,87 min | 3       | 3:40,59 min   | 3             | –          | –          | 3:48,26 min | 8      | 8    |

### Schießen
| Athleten    | Wettbewerb          | Qualifikation | Qualifikation | Finale | Finale | Rang   |
| Athleten    | Wettbewerb          | Punkte        | Rang          | Punkte | Rang   | Rang   |
| ----------- | ------------------- | ------------- | ------------- | ------ | ------ | ------ |
| Mädchen     |                     |               |               |        |        |        |
| Julia Budde | Luftgewehr 10 Meter | 416,1         | 3             | 186,3  | 3      | Bronze |

| Athleten                     | Wettbewerb          | Qualifikation | Qualifikation | Achtelfinale                  | Achtelfinale | Viertelfinale                                | Viertelfinale | Halbfinale    | Halbfinale    | Finale        | Finale        | Rang |
| Athleten                     | Wettbewerb          | Punkte        | Rang          | Gegner                        | Ergebnis     | Gegner                                       | Ergebnis      | Gegner        | Ergebnis      | Gegner        | Ergebnis      | Rang |
| ---------------------------- | ------------------- | ------------- | ------------- | ----------------------------- | ------------ | -------------------------------------------- | ------------- | ------------- | ------------- | ------------- | ------------- | ---- |
| Mixed                        |                     |               |               |                               |              |                                              |               |               |               |               |               |      |
| Julia Budde / Lucas Deciclia | Luftgewehr 10 Meter | 815,5         | 9             | Yasmin Tahlak / Marco Suppini | 10:4         | Fernanda Russo / José Santos Valdes Martinez | 7:10          | ausgeschieden | ausgeschieden | ausgeschieden | ausgeschieden | 5    |

### Schwimmen
| Athleten                                                          | Wettbewerb                | Vorlauf     | Vorlauf | Halbfinale    | Halbfinale    | Finale        | Finale        | Rang   |
| Athleten                                                          | Wettbewerb                | Zeit        | Rang    | Zeit          | Rang          | Zeit          | Rang          | Rang   |
| ----------------------------------------------------------------- | ------------------------- | ----------- | ------- | ------------- | ------------- | ------------- | ------------- | ------ |
| Jungen                                                            |                           |             |         |               |               |               |               |        |
| Alexander Kunert                                                  | 50 m Schmetterling        | 25,10 s     | 18      | ausgeschieden | ausgeschieden | ausgeschieden | ausgeschieden | 18     |
| Alexander Kunert                                                  | 100 m Freistil            | 54,84 s     | 8       | 54,59         | 10            | ausgeschieden | ausgeschieden | 10     |
| Alexander Kunert                                                  | 200 m Freistil            | 2:05,73 min | 16      | –             | –             | ausgeschieden | ausgeschieden | 16     |
| Maximilian Pilger                                                 | 50 m Brust                | 29,01       | 15 Q    | 29,10         | 14            | ausgeschieden | ausgeschieden | 14     |
| Maximilian Pilger                                                 | 100 m Brust               | 1:03,70     | 16 Q    | 1:02,58       | 5 Q           | 1:01,51 min   | 2             | Silber |
| Maximilian Pilger                                                 | 200 m Brust               | 2:14,65     | 2       | ausgeschieden | ausgeschieden | 2:11,97       | 4             | 4      |
| Marek Ulrich                                                      | 100 m Freistil            | 52,01 s     | 25      | ausgeschieden | ausgeschieden | ausgeschieden | ausgeschieden | 25     |
| Marek Ulrich                                                      | 50 m Rücken               | 26,28 s     | 10      | 26,13 s       | 10            | ausgeschieden | ausgeschieden | 10     |
| Marek Ulrich                                                      | 100 m Rücken              | 56,30 s     | 9       | 55,55 s       | 6             | 55,42 s       | 7             | 7      |
| Marek Ulrich                                                      | 200 m Rücken              | 2:07,45 min | 24      | –             | –             | ausgeschieden | ausgeschieden | 24     |
| Damian Wierling                                                   | 50 m Freistil             | 23,19 s     | 10      | 22,80 s       | 6             | 22,82 s       | 6             | 6      |
| Damian Wierling                                                   | 100 m Freistil            | 50,65 s     | 9       | 50,42 s       | 8             | 49,07 s       | 3             | Bronze |
| Damian Wierling                                                   | 200 m Freistil            | 1:50,70 min | 4       | –             | –             | 1:48,91 min   | 3             | Bronze |
| Alexander Kunert Maximilian Pilger Marek Ulrich Damian Wierling   | 4 × 100-m-Freistilstaffel | 3:25,33 min | 3       | –             | –             | 3:22,93 min   | 3             | Bronze |
| Alexander Kunert Maximilian Pilger Marek Ulrich Damian Wierling   | 4 × 100-m-Lagenstaffel    | 3:45,55 min | 2       | –             | –             | 3:39,30 min   | 2             | Silber |
| Mädchen                                                           |                           |             |         |               |               |               |               |        |
| Kathrin Demler                                                    | 200 m Freistil            | 2:01,86 min | 10      | –             | –             | ausgeschieden | ausgeschieden | 10     |
| Kathrin Demler                                                    | 400 m Freistil            | 4:14,51 min | 4       | –             | –             | 4:11,25 min   | 3             | Bronze |
| Kathrin Demler                                                    | 200 m Schmetterling       | 2:17,55 min | 18      | –             | –             | ausgeschieden | ausgeschieden | 18     |
| Kathrin Demler                                                    | 200 m Lagen               | 2:15,50 min | 30      | –             | –             | 2:14,53 min   | 5             | 5      |
| Mandy Feldbinder                                                  | 50 m Freistil             | 27,08 s     | 29      | ausgeschieden | ausgeschieden | ausgeschieden | ausgeschieden | 29     |
| Mandy Feldbinder                                                  | 100 m Freistil            | 57,69 s     | 22      | ausgeschieden | ausgeschieden | ausgeschieden | ausgeschieden | 22     |
| Mandy Feldbinder                                                  | 50 m Rücken               | 29,72 s     | 12      | 29,75 s       | 14            | ausgeschieden | ausgeschieden | 14     |
| Mandy Feldbinder                                                  | 100 m Rücken              | 1:03,43 min | 16      | 1:03,40 min   | 15            | ausgeschieden | ausgeschieden | 15     |
| Mandy Feldbinder                                                  | 200 m Rücken              | 2:17,80 min | 15      | –             | –             | ausgeschieden | ausgeschieden | 15     |
| Patricia Wartenberg                                               | 100 m Freistil            | 58,27 s     | 25      | ausgeschieden | ausgeschieden | ausgeschieden | ausgeschieden | 25     |
| Patricia Wartenberg                                               | 200 m Freistil            | 2:03,71 min | 18      | –             | –             | ausgeschieden | ausgeschieden | 18     |
| Patricia Wartenberg                                               | 400 m Freistil            | 4:18,93 min | 16      | –             | –             | ausgeschieden | ausgeschieden | 16     |
| Patricia Wartenberg                                               | 800 m Freistil            | –           | –       | –             | –             | 8:44,61 min   | 7             | 7      |
| Julia Willers                                                     | 50 m Brust                | 32,19 s     | 5       | 31,94 s       | 2             | 31,78 s       | 2             | Silber |
| Julia Willers                                                     | 100 m Brust               | 1:10,16 min | 7       | 1:09,82 min   | 7             | 1:09,98 min   | 8             | 8      |
| Julia Willers                                                     | 200 m Brust               | 2:31,72 min | 5       | –             | –             | 2:29,68 min   | 4             | 4      |
| Kathrin Demler Mandy Feldbinder Patricia Wartenberg Julia Willers | 4 × 100-m-Freistilstaffel | 3:53,22 min | 7       | –             | –             | 3:51,12 min   | 6             | 6      |
| Kathrin Demler Mandy Feldbinder Patricia Wartenberg Julia Willers | 4 × 100-m-Lagenstaffel    | 4:12,50 min | 5       | –             | –             | 4:10,54 min   | 4             | 4      |
| Mixed                                                             |                           |             |         |               |               |               |               |        |
| Mandy Feldbinder Marek Ulrich Patricia Wartenberg Damian Wierling | 4 × 100-m-Freistilstaffel | 3:37,18 min | 7       | –             | –             | 3:36,51 min   | 7             | 7      |

### Taekwondo
| Athleten          | Wettbewerb       | Achtelfinale      | Achtelfinale | Viertelfinale     | Viertelfinale | Halbfinale       | Halbfinale    | Finale        | Finale        | Rang   |
| Athleten          | Wettbewerb       | Gegner            | Ergebnis     | Gegner            | Ergebnis      | Gegner           | Ergebnis      | Gegner        | Ergebnis      | Rang   |
| ----------------- | ---------------- | ----------------- | ------------ | ----------------- | ------------- | ---------------- | ------------- | ------------- | ------------- | ------ |
| Jungen            |                  |                   |              |                   |               |                  |               |               |               |        |
| Daniel Chiovetta  | Klasse bis 48 kg | Freilos           | Freilos      | Ezequiel Navarro  | 16:4          | Wang Chen-Yu     | 9:14          | ausgeschieden | ausgeschieden | Bronze |
| Hamza Adnan Karim | Klasse bis 73 kg | –                 | –            | Mohamed El Attari | 12:0          | Danial Selhimehr | 14:9          | Said Gulijew  | 4:10          | Silber |
| Mädchen           |                  |                   |              |                   |               |                  |               |               |               |        |
| Giuliana Federici | Klasse bis 44 kg | Freilos           | Freilos      | Chen Zih-Ting     | 3:6           | ausgeschieden    | ausgeschieden | ausgeschieden | ausgeschieden | 5      |
| Madeline Folgmann | Klasse bis 55 kg | Tijana Bogdanović | 12:16        | ausgeschieden     | ausgeschieden | ausgeschieden    | ausgeschieden | ausgeschieden | ausgeschieden | 9      |

### Tischtennis
| Athleten              | Gruppenphase           | Gruppenphase                       | Gruppenphase | Achtelfinale                 | Achtelfinale                                   | Viertelfinale           | Viertelfinale                | Halbfinale                   | Halbfinale                   | Finale / Platz 3            | Finale / Platz 3       | Rang |
| Athleten              | Gegner                 | Ergebnis                           | Rang         | Gegner                       | Ergebnis                                       | Gegner                  | Ergebnis                     | Gegner                       | Ergebnis                     | Gegner                      | Ergebnis               | Rang |
| --------------------- | ---------------------- | ---------------------------------- | ------------ | ---------------------------- | ---------------------------------------------- | ----------------------- | ---------------------------- | ---------------------------- | ---------------------------- | --------------------------- | ---------------------- | ---- |
| Jungen                |                        |                                    |              |                              |                                                |                         |                              |                              |                              |                             |                        |      |
| Kilian Ort            | T'Anje Johnson         | 3:0 (11:3, 12:10, 11:5)            | 2            | Diogo Chen                   | 4:3 (9:11, 6:11, 11:9, 10:12 14:12, 11:8 11:6) | Yang Heng-Wei           | 0:4 (5:11, 9:11, 8:11, 8:11) | ausgeschieden                | ausgeschieden                | ausgeschieden               | ausgeschieden          | 5    |
| Kilian Ort            | Yūto Muramatsu         | 0:3 (5:11, 7:11, 9:11)             | 2            | Diogo Chen                   | 4:3 (9:11, 6:11, 11:9, 10:12 14:12, 11:8 11:6) | Yang Heng-Wei           | 0:4 (5:11, 9:11, 8:11, 8:11) | ausgeschieden                | ausgeschieden                | ausgeschieden               | ausgeschieden          | 5    |
| Kilian Ort            | Martin Allegro         | 3:1 (11:7, 11:5, 9:11, 11:8)       | 2            | Diogo Chen                   | 4:3 (9:11, 6:11, 11:9, 10:12 14:12, 11:8 11:6) | Yang Heng-Wei           | 0:4 (5:11, 9:11, 8:11, 8:11) | ausgeschieden                | ausgeschieden                | ausgeschieden               | ausgeschieden          | 5    |
| Mädchen               |                        |                                    |              |                              |                                                |                         |                              |                              |                              |                             |                        |      |
| Yuan Wan              | Yuliya Ryabova         | 3:1 (11:8, 5:11, 11:2, 11:8)       | 3            | Trostrunde Yee Herng Hwee    | 3:1 (12:10, 8:11, 13:11, 11:7)                 | Trostrunde Audrey Zarif | 3:0 (11:7, 11:9, 11:8)       | Trostrunde Kristýna Stefcova | 3:1 (7:11, 11:6, 11:9, 11:4) | Trostrunde Giorgia Piccolin | 3:0 (11:3, 11:7, 11:5) | 17   |
| Yuan Wan              | Adina Diaconú          | 0:3 (8:11, 1:11, 3:11)             | 3            | Trostrunde Yee Herng Hwee    | 3:1 (12:10, 8:11, 13:11, 11:7)                 | Trostrunde Audrey Zarif | 3:0 (11:7, 11:9, 11:8)       | Trostrunde Kristýna Stefcova | 3:1 (7:11, 11:6, 11:9, 11:4) | Trostrunde Giorgia Piccolin | 3:0 (11:3, 11:7, 11:5) | 17   |
| Yuan Wan              | María Lorenzotti       | 2:3 (11:8, 11:9, 3:11, 5:11, 9:11) | 3            | Trostrunde Yee Herng Hwee    | 3:1 (12:10, 8:11, 13:11, 11:7)                 | Trostrunde Audrey Zarif | 3:0 (11:7, 11:9, 11:8)       | Trostrunde Kristýna Stefcova | 3:1 (7:11, 11:6, 11:9, 11:4) | Trostrunde Giorgia Piccolin | 3:0 (11:3, 11:7, 11:5) | 17   |
| Mixed                 |                        |                                    |              |                              |                                                |                         |                              |                              |                              |                             |                        |      |
| Yuan Wan / Kilian Ort | Lagsir / Ben Yahia     | 3:0                                | 2            | Khetkuan / Tanviriyavechakul | 1:2                                            | ausgeschieden           | ausgeschieden                | ausgeschieden                | ausgeschieden                | ausgeschieden               | ausgeschieden          | 9    |
| Yuan Wan / Kilian Ort | Lorenzotti / Calderano | 0:3                                | 2            | Khetkuan / Tanviriyavechakul | 1:2                                            | ausgeschieden           | ausgeschieden                | ausgeschieden                | ausgeschieden                | ausgeschieden               | ausgeschieden          | 9    |
| Yuan Wan / Kilian Ort | Piccolin / Schmid      | 3:0                                | 2            | Khetkuan / Tanviriyavechakul | 1:2                                            | ausgeschieden           | ausgeschieden                | ausgeschieden                | ausgeschieden                | ausgeschieden               | ausgeschieden          | 9    |

### Triathlon
| Athleten       | Wettbewerb | Schwimmen | Schwimmen | Radfahren | Radfahren | Laufen    | Gesamt    | Rang |
| Athleten       | Wettbewerb | Zeit      | Wechsel   | Zeit      | Wechsel   | Zeit      | Zeit      | Rang |
| -------------- | ---------- | --------- | --------- | --------- | --------- | --------- | --------- | ---- |
| Jungen         |            |           |           |           |           |           |           |      |
| Peer Sönksen   | Einzel     | 9:38 min  | 0:44 min  | 28:41 min | 0:22 min  | 15:32 min | 54:57 min | 4    |
| Mädchen        |            |           |           |           |           |           |           |      |
| Kristin Ranwig | Einzel     | 10:09 min | 0:46 min  | 31:40 min | 0:23 min  | 18:20 min | 1:01:18 h | 4    |

| Athleten                                                                         | Wettbewerb | Zeit      | Rang |
| -------------------------------------------------------------------------------- | ---------- | --------- | ---- |
| Mixed                                                                            |            |           |      |
| Europa 1Kristin Ranwig Emil Eleuran Hansen Emilie Morier Ben Dijkstra            | Staffel    | 1:22:17 h | Gold |
| Europa 2Peer Sönksen Jelisaweta Schischina Alberto González Garcia Kirsten Nuyes | Staffel    | 1:24:15 h | 5    |

### Turnen
| Athleten       | Wettbewerb   | Qualifikation | Qualifikation | Finale | Finale | Rang |
| Athleten       | Wettbewerb   | Punkte        | Rang          | Punkte | Rang   | Rang |
| -------------- | ------------ | ------------- | ------------- | ------ | ------ | ---- |
| Jungen         |              |               |               |        |        |      |
| Nils Dunkel    | Barren       | 13,400        | 7             | 13,000 | 8      | 8    |
| Nils Dunkel    | Mehrkampf    | 79,950        | 9             | 77,650 | 12     | 12   |
| Mädchen        |              |               |               |        |        |      |
| Antonia Alicke | Boden        | 12,750        | 6             | 13,066 | 5      | 5    |
| Antonia Alicke | Mehrkampf    | 51,400        | 7             | 50,675 | 9      | 9    |
| Antonia Alicke | Stufenbarren | 12,350        | 7             | 12,633 | 4      | 4    |

### Wasserspringen
| Athleten                         | Wettbewerb        | Vorkampf | Vorkampf | Finale | Finale | Rang |
| Athleten                         | Wettbewerb        | Punkte   | Rang     | Punkte | Rang   | Rang |
| -------------------------------- | ----------------- | -------- | -------- | ------ | ------ | ---- |
| Jungen                           |                   |          |          |        |        |      |
| Timo Barthel                     | Kunstspringen 3 m | 527,15   | 3        | 548,40 | 4      | 8    |
| Timo Barthel                     | Turmspringen 10 m | 451,20   | 7        | 481,65 | 5      | 12   |
| Mädchen                          |                   |          |          |        |        |      |
| Josefin Schneider                | Kunstspringen 3 m | 404,40   | 4        | 380,30 | 10     | 10   |
| Mixed                            |                   |          |          |        |        |      |
| Timo Barthel Ingrid de Oliveira  | Synchronspringen  | –        | –        | 280,40 | 10     | 10   |
| Josefin Schneider Philippe Gagné | Synchronspringen  | –        | –        | 326,05 | 5      | 5    |